# برکه‌ماهی یانوس
برکه‌ماهی یانوس (نام علمی: Llanolebias stellifer) نام گونه‌ای از خانواده جویبارماهیان است.